# 道上隼人
道上 隼人（みちうえ はやと、1991年6月17日 - ）は、大阪府出身の元サッカー選手。ポジションは、ミッドフィールダー。

## 来歴
小学校1年でサッカーを始めた。高校時代はセレッソ大阪U-18に所属し、同期の扇原貴宏、永井龍らとプレー。進学した桃山学院大学では1年時から出場機会を得て、2年時にはチームトップの11得点をあげ、関西学生サッカーリーグ1部優勝に貢献した。3年時、関西学生選抜としてデンソーカップチャレンジサッカーに出場し、ベストイレブンに選出された。
2014年より、松本山雅FCへ入団。
2015年7月よりJFL・アスルクラロ沼津に期限付き移籍。2016年をもって契約満了により松本を退団、また期限付移籍期間満了により沼津も退団した。
2017年、ヴィアティン三重へ完全移籍。
2020年1月20日、FC TIAMO枚方に入団すると発表された。
2020年12月31日、現役引退が発表された。

## 所属クラブ
- 川上FCジュニア
- 川上FCジュニアユース
- 2007年 - 2009年 セレッソ大阪U-18（清明学院高等学校）
- 2010年 - 2013年 桃山学院大学
- 2014年 - 2016年 松本山雅FC
  - 2015年7月 - 2016年 アスルクラロ沼津（期限付き移籍）
- 2017年 - 2019年　ヴィアティン三重
- 2020年 FC TIAMO枚方

## 個人成績
| 国内大会個人成績 | 国内大会個人成績 | 国内大会個人成績 | 国内大会個人成績 | 国内大会個人成績 | 国内大会個人成績 | 国内大会個人成績 | 国内大会個人成績 | 国内大会個人成績 | 国内大会個人成績 | 国内大会個人成績 | 国内大会個人成績 |
| 年度             | クラブ           | 背番号           | リーグ           | リーグ戦         | リーグ戦         | リーグ杯         | リーグ杯         | オープン杯       | オープン杯       | 期間通算         | 期間通算         |
| 年度             | クラブ           | 背番号           | リーグ           | 出場             | 得点             | 出場             | 得点             | 出場             | 得点             | 出場             | 得点             |
| 日本             | 日本             | 日本             | 日本             | リーグ戦         | リーグ戦         | リーグ杯         | リーグ杯         | 天皇杯           | 天皇杯           | 期間通算         | 期間通算         |
| ---------------- | ---------------- | ---------------- | ---------------- | ---------------- | ---------------- | ---------------- | ---------------- | ---------------- | ---------------- | ---------------- | ---------------- |
| 2014             | 松本             | 26               | J2               | 2                | 0                | -                | -                | 2                | 0                | 4                | 0                |
| 2015             | 松本             | 26               | J1               | 0                | 0                | 0                | 0                | -                | -                | 0                | 0                |
| 2015             | 沼津             | 26               | JFL              | 12               | 0                | -                | -                | -                | -                | 12               | 0                |
| 2016             | 沼津             | 14               | JFL              | 8                | 0                | -                | -                | -                | -                | 8                | 0                |
| 2017             | 三重             | 24               | JFL              | 18               | 0                | -                | -                | -                | -                | 18               | 0                |
| 2018             | 三重             | 24               | JFL              | 12               | 0                | -                | -                | -                | -                | 12               | 0                |
| 2019             | 三重             | 24               | JFL              | 0                | 0                | -                | -                | 0                | 0                | 0                | 0                |
| 2020             | 枚方             | 13               | 関西1部          | 2                | 0                | -                | -                | 1                | 0                | 3                | 0                |
| 通算             | 日本             | 日本             | J1               | 0                | 0                | 0                | 0                | -                | -                | 0                | 0                |
| 通算             | 日本             | 日本             | J2               | 2                | 0                | -                | -                | 2                | 0                | 4                | 0                |
| 通算             | 日本             | 日本             | JFL              | 50               | 0                | -                | -                | 0                | 0                | 50               | 0                |
| 通算             | 日本             | 日本             | 関西1部          | 2                | 0                | -                | -                | 1                | 0                | 3                | 0                |
| 総通算           | 総通算           | 総通算           | 総通算           | 54               | 0                | 0                | 0                | 3                | 0                | 57               | 0                |

- Jリーグ初出場 - 2014年6月21日 J2第19節 vsザスパクサツ群馬（松本）

## タイトル

### クラブ
セレッソ大阪U-18
- プリンスリーグU-18関西1部 (2008年)
- 日本クラブユースサッカー選手権 (U-18)大会 (2009年)

桃山学院大学
- 関西学生サッカーリーグ1部 (2011年)

関西学生選抜
- デンソーカップチャレンジサッカー (2012年)

### 個人
- 関西学生サッカーリーグ1部 優秀選手賞 (2011年)
- デンソーカップチャレンジサッカー ベストイレブン (2012年)